# 基爾德水庫
55°11′N 2°30′W / 55.183°N 2.500°W

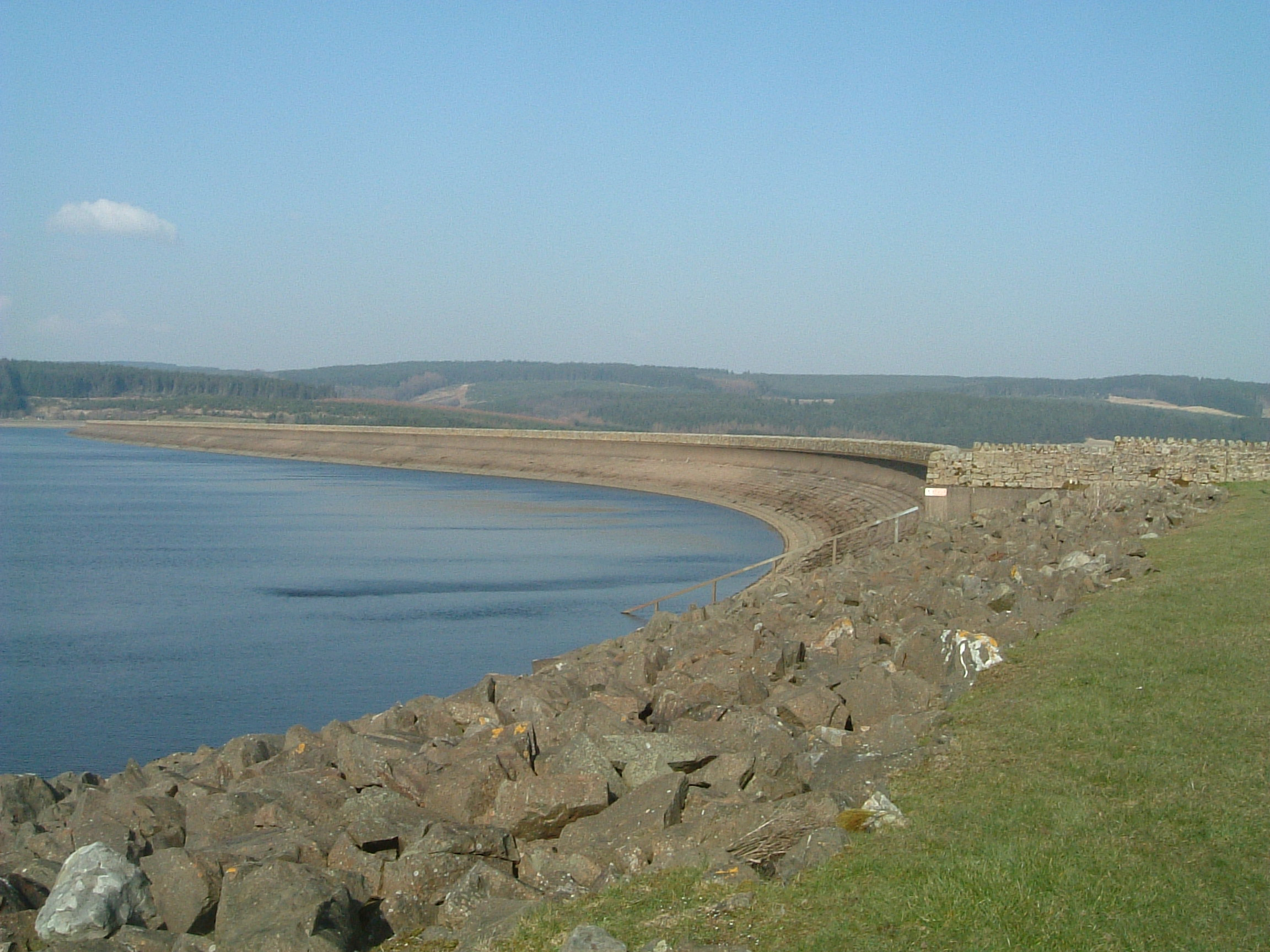

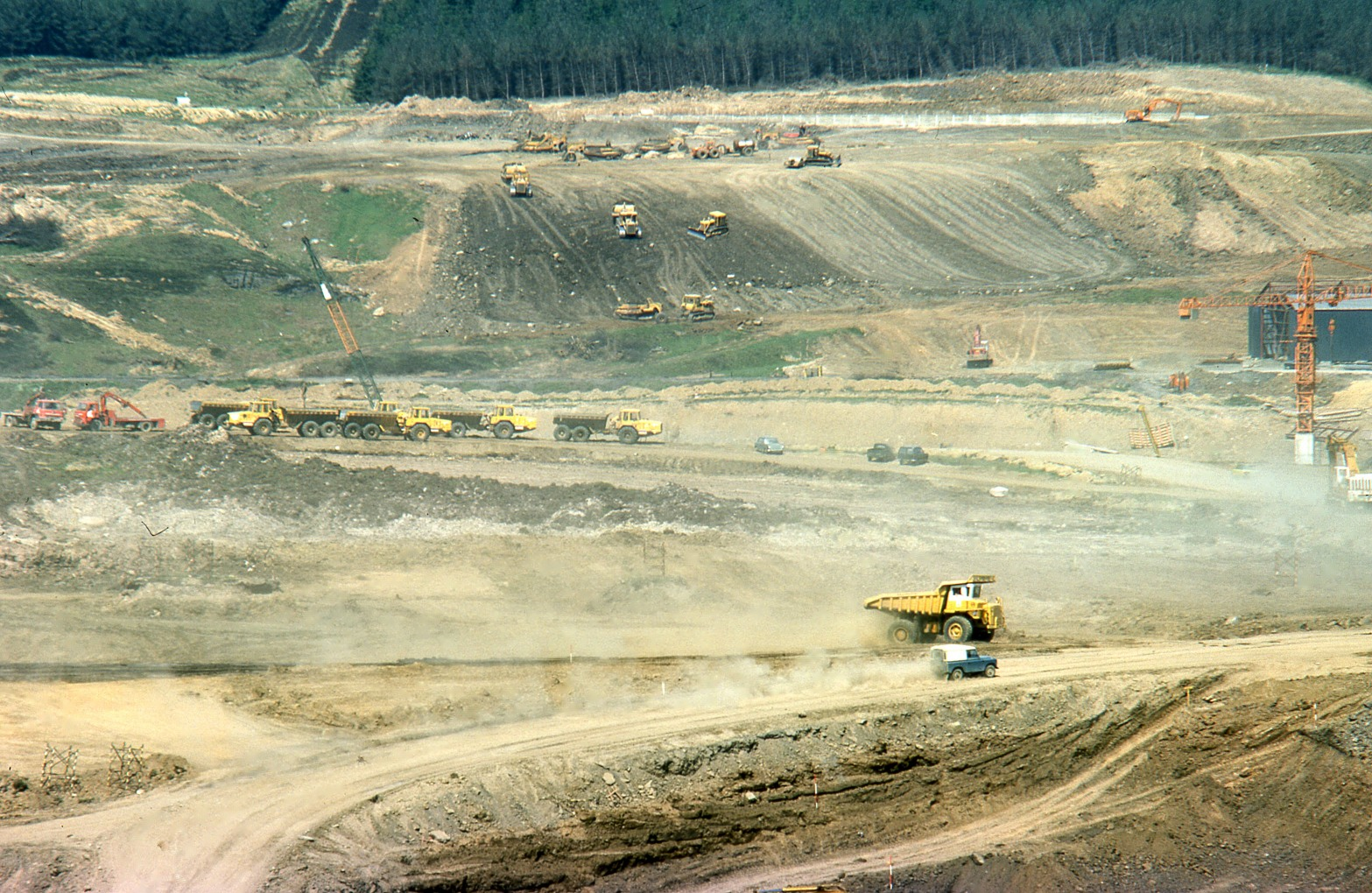

基爾德水庫是英格蘭的人工水庫，由諾森伯蘭郡負責管轄，長9.09公里、寬3.2公里，面積10.86平方公里，集水區面積242平方公里，湖岸線長度44.3公里。

## 外部連結
- Kielder Water & Forest Park Guide from VisitNorthumberland.com
- Kielder Water Sailing Club （页面存档备份，存于）
- Kielder water birds of prey centre （页面存档备份，存于）